# Karl Dilthey
Karl Dilthey, né le 18 mars 1839 à Biebrich et mort le 4 mars 1907 à Göttingen, est un spécialiste de philologie classique et d'archéologie gréco-romaine. Il est le frère cadet du philosophe Wilhelm Dilthey.
Après des études aux universités de Breslau et de Bonn, Dilthey entreprend un voyage d'étude en Grèce. Jusqu'en 1866-67, il est maître de conférences à Bonn. Il travaille à Rome de 1867 à 1869, puis devient professeur de philologie classique et d'archéologie à l'université de Zurich. En 1878, il obtient la chaire de philologie classique à Göttingen.

## Publications
- De Callimachi Cydippa, 1863.
- Analecta Callimachea, 1865.
- Novellen und Erzählungen, 1872 (3 volumes). Lire en ligne
- Observationes criticae in anthologiam graecam additae sunt, 1878.
- Adduntur epigrammata graeca in muris picta duo tabulis lithographis expressa, 1879.
- De epigrammatum graecorum syllogis quibusdam minoribus commentatio, 1887.
- Symbolae criticae ad anthologiam graecam ex libris manu scriptis petitae, 1891.